# Вердун (Польща)
Вердун (пол. Werdun) — село в Польщі, у гміні Тарчин Пясечинського повіту Мазовецького воєводства.
Населення — 85 осіб (2011).
У 1975-1998 роках село належало до Варшавського воєводства.

## Демографія
Демографічна структура станом на 31 березня 2011 року:
|          | Загалом | Допрацездатний вік | Працездатний вік | Постпрацездатний вік |
| -------- | ------- | ------------------ | ---------------- | -------------------- |
| Чоловіки | 39      | 9                  | 24               | 6                    |
| Жінки    | 46      | 16                 | 20               | 10                   |
| Разом    | 85      | 25                 | 44               | 16                   |